# Persoonia confertiflora
Persoonia confertiflora (лат.) — кустарник, вид рода Персоония (Persoonia) семейства Протейные (Proteaceae), эндемик юго-восточной Австралии. Растёт на границе Нового Южного Уэльса и Виктории.

## Ботаническое описание
Persoonia confertiflora — прямостоячий или низкий кустарник высотой 0,5—2 м. Молодые ветви и листья покрыты светло-коричневыми или ржавыми волосками. Листья обычно расположены в противоположных парах, от яйцевидной до узко-эллиптической или копьевидной формы, длиной 3—90 мм и шириной 13—30 мм. Цветки расположены гроздьями в пазухах листьев или на концах веточек, которые не продолжают расти после цветения. Цветок находится на прямостоячей опушённой цветоножке длиной 1—2 мм, листочки околоцветника 12—14 мм длиной и опушённые снаружи с коротким шипом на кончике, пыльники белые. Цветение происходит с ноября по февраль. Плод представляет собой овальную костянку около 18 мм в длину и 14 мм в ширину, сначала зелёную, а затем пурпурную.

## Таксономия
Впервые вид был официально описан в 1870 году английским ботаником Джорджем Бентамом в книге «Flora Australiensis».

## Распространение
Persoonia confertiflora — эндемик Австралии. Растёт в лесистой местности и лесах к югу от горы Косцюшко в Новом Южном Уэльсе до восточной части Виктории.